# Hans Erich Riedel
Hans Erich Riedel (* 2. April 1939 in Rostock; † 14. April 2023) war ein deutscher Physikdidaktiker. Er war von 1992 bis 2004 Professor der Didaktik der Physik am Institut für Physik der Universität Rostock.

## Leben
Hans Erich Riedel studierte von 1957 bis 1963 Schiffsmaschinenbau und Mathematik/Physik an der Universität Rostock. Er war bis 1968 als Ausbildungsoffizier der Handelsschifffahrt auf den Fracht- und Lehrschiffen „Theodor Körner“ und „J. G. Fichte“ mit Lehre in den Fächern Mathematik, Physik, seemännische Fachkunde und seemännische Werkstoffkunde tätig. Von 1968 bis 1984 war er Aspirant und Assistent/Oberassistent an der Sektion Physik der Universität Rostock. Einen Forschungsaufenthalt verbrachte er in Debrecen, Ungarn. 1972 promovierte er über Messtechnik für den Physikunterricht in Gymnasien.
1979 folgte die Habilitation über Theorie und Praxis der Gestaltung von Lehrplänen und Rahmenrichtlinien auf dem Gebiet der Thermodynamik für Gymnasien. Von 1984 bis 1992 war er Dozent für Didaktik der Physik an der Universität Rostock. Von 1990 bis 1992 war er Vorsitzender der Rahmenrichtlinienkommission Mecklenburg-Vorpommern für Physik. 1992 wurde er zum Professor für Didaktik der Physik am Institut für Physik der Universität Rostock berufen. Von 2003 bis 2004 war er Studiendekan der Mathematisch-Naturwissenschaftlichen Fakultät der Universität Rostock. Von 1999 bis 2005 hatte er jährlich sechs bis acht Wochen Gastaufenthalte an der Pädagogischen Hochschule Havanna und der Universität von Havanna, Kuba.
Riedel veröffentlichte Bücher und Buchkapitel für den Physikunterricht an Schulen. In Zeitschriften publizierte er Aufsätze zu den Themen Experimente im Physikunterricht, Verhältnis von Physik und Technik, Behandlung ausgewählter Inhalte des Physikunterrichts, Erkenntnismethoden im Physikunterricht, Unterrichtshilfen für Physiklehrer, Probleme des Physikunterrichts in Havanna (Kuba). Er war beteiligt am Modellversuch im Bildungswesen „Fachübergreifender Einsatz gestaltbarer Software-Tools“, einem Gemeinschaftsprojekt der Bundesländer Bremen und Mecklenburg-Vorpommern und am Modellversuch „Online-Lernmodule für das Studium der Physik als Nebenfach“.

## Publikationen (Auswahl)
Lehrwerke
- Lehrerband – Physik Mechanik 2. Verlag Volk und Wissen, Berlin 1993, ISBN 3-06-022209-6.
- Kursthemen Physik. Spezielle Relativitätstheorie – Atomphysik. Diesterweg Verlag, Frankfurt/M. 1995 (Mitautoren: Heike Marchand, Helga Knopf) – ISBN 3-425-05054-0
- Kursthemen Physik. Spezielle Relativitätstheorie – Atomphysik – Lehrerband. Diesterweg Verlag, Frankfurt/M. 1995 (Mitautoren: Heike Marchand, Helga Knopf) – ISBN 3-425-00554-5

Autor einzelner Kapitel
- Kuhn, Physik 1, Westermann Schulbuchverlag, Braunschweig 1996 – ISBN 3-14-152221-9
- Kuhn, Physik 1.2., Westermann Schulbuchverlag, Braunschweig 2000 – ISBN 3-14-152229-4
- Kuhn, Physik 2, Westermann Schulbuchverlag, Braunschweig 2000 – ISBN 3-14-152141-7
- Kuhn, Physik Sekundarstufe I für Niedersachsen, 2009, ISBN 978-3-14-152126-9 Dazu: Lehrerband und Lösungen NS 2009, ISBN 978-3-14-159126-2
- Formelsammlung TÜF (Tabellen, Übersichten, Formeln) bis Klasse 10, 2009, Autor des Abschnitts Physik, Mitautor Tabellen und Übersichten ISBN 978-3-507-83764-5
- Formelsammlung TÜF (Tabellen, Übersichten, Formeln) für Sekundarstufen I und II, 2008, Autor des Abschnitts Physik, Mitautor Tabellen und Übersichten ISBN 978-3-507-83766-9

Herausgeber
- Themenhefte Schiffe, Zeitschrift Naturwissenschaften im Unterricht – Physik (2001)